# 倪京台
倪京台（1980年10月17日—），台灣台中市人，出生於高雄市。台灣流浪貓狗權益倡導人士及鐵道興趣愛好者與研究者，大學教師。從讀大學開始投入台灣流浪動物營救與宣導工作，並創立台灣動物緊急救援小組網站，同時是社團法人台灣動物緊急救援推廣協會的創始人之一。

## 生平
倪京台於1980年生於高雄市，之後移居至台中市與祖父母同住。自就讀國中時，便開始隨父母參與動物救援行動。曾就讀育仁小學、居仁國中、台中二中，國立高雄師範大學英語學系畢業，取得美國賓州大學教育研究所英語教學碩士學位後由美國費城返台。現任教於國立高雄師範大學英語學系，同時為社團法人台灣動物緊急救援推廣協會的執行長兼發言人。
倪京台從小受到祖父倪立影響，開始收藏火車車票，數十年來已藏有上萬張車票，2018年推出書籍《老火車票說故事》。他亦擅長網站經營與媒體行銷，曾與鐵道興趣愛好者共同成立台灣鐵道網，一度成為台灣鐵道界流量最大的社群網站；亦曾帶領台灣動物緊急救援小組網站榮獲行政院研考會優質網站首獎。

## 曾獲獎項
- 2004年 個人：鐵路節經台灣鐵路管理局評定獲頒「台鐵之友」
- 2010年 網站：帶領台灣動物緊急救援小組獲行政院研考會優質網站首獎

## 受邀演講
- 2012年 受邀前往國立中正大學進行動保生命教育講座
- 2019年 受邀前往新北投火車站進行老火車票故事分享

## 著作
- 2018年 - [台灣鐵道系列] 老火車票說故事 人人出版 ISBN 9789864611423